# Amischa devincta
Amischa devincta är en skalbaggsart som beskrevs av Thomas Casey 1910. Amischa devincta ingår i släktet Amischa och familjen kortvingar. Inga underarter finns listade i Catalogue of Life.